# Hermann Barth
Hermann Martin Barth (* 12. November 1945 in Ludwigshafen; † 15. März 2017 in Hannover) war ein deutscher Pastor, evangelischer Theologe und Präsident des Kirchenamtes der Evangelischen Kirche in Deutschland (EKD) sowie Ethiker.

## Leben
Hermann Barth studierte von 1965 bis 1970 Evangelische Theologie an den Universitäten Heidelberg, Edinburgh und Tübingen bis zum Ersten Theologischen Staatsexamen. Von 1970 bis 1977 arbeitete er als wissenschaftlicher Assistent am Alttestamentlichen Seminar der Universität Hamburg und wurde 1974 zum Doktor der Evangelischen Theologie promoviert. Von 1977 bis 1985 arbeitete er als Vikar und Gemeindepfarrer.
Seit 1985 war er im Kirchenamt der Evangelischen Kirche in Deutschland tätig, zunächst als Oberkirchenrat für Fragen der öffentlichen Verantwortung der Kirche und von 1993 bis 2006 als Vizepräsident des Kirchenamtes und Leiter der Hauptabteilung „Theologie und öffentliche Verantwortung“. Von 2006 bis 2010 war Barth Präsident des Kirchenamtes. „Barth legte sein Ämter als theologischer Vizepräsident und später Präsident des Kirchenamts eher offensiv aus und legte pointierte Auffassungen zu theologischen wie bioethischen Fragen vor.“ Im Unterschied zu lutherischen Theologen, die daran festhalten, dass die Bindung an ihre Bekenntnisschriften für eine Kirche konstitutiv sei, setzte sich Barth dafür ein, dass die EKD als eine Gemeinschaft bekenntnisverschiedener Gliedkirchen gleichwohl selbst als Kirche anerkannt wird.
2004 wurde er zum Mitglied des Nationalen Ethikrates auf Beschluss des Bundeskabinetts als Nachfolger von Bischof Wolfgang Huber berufen. Von April 2008 bis März 2010 war er Mitglied im Deutschen Ethikrat. Er war Vorstandsvorsitzender des Sozialwissenschaftlichen Instituts der EKD.
Hermann Barth starb am 15. März 2017 in Hannover nach einer langjährigen Parkinsonerkrankung. Er wurde auf dem Friedhof Oggersheim in Ludwigshafen beigesetzt.

## Ehrungen
Die Evangelisch-Theologische Fakultät der Westfälischen Wilhelms-Universität Münster verlieh Hermann Barth am 19. Oktober 2010 die Ehrendoktorwürde.

## Veröffentlichungen (Auswahl)
- Gemeinsame Erklärung der Kirchen „Gott ist ein Freund des Lebens“. (Mitarbeit), 1989.
- Gentechnikstudie der EKD „Einverständnis mit der Schöpfung“. (Mitarbeit), 1991
- Argumentationshilfe für aktuelle medizin- und bioethische Fragen „Im Geist der Liebe mit dem Leben umgehen“. (Mitarbeit), 2002
- Wie wollen wir leben? Beiträge zur Bioethik aus evangelischer Sicht. 2003